# Qendër Bulgarec
Qendër Bulgarec è una frazione del comune di Coriza in Albania (prefettura di Coriza)
Fino alla riforma amministrativa del 2015 era comune autonomo, dopo la riforma è stato accorpato, insieme agli ex-comuni di Coriza, Drenovë, Lekas, Mollaj, Vithkuq, Voskop e Voskopoja a costituire la municipalità di Coriza.

## Località
Il comune era formato dall'insieme delle seguenti località:
- Bulgarec
- Lumalas
- Biranj
- Melcan
- Porodine
- Dishnice
- Shamoll
- Belorta
- Kuc i Zi
- Barc
- Cifligj
- Malavec
- Nevicish